# Hamburg International

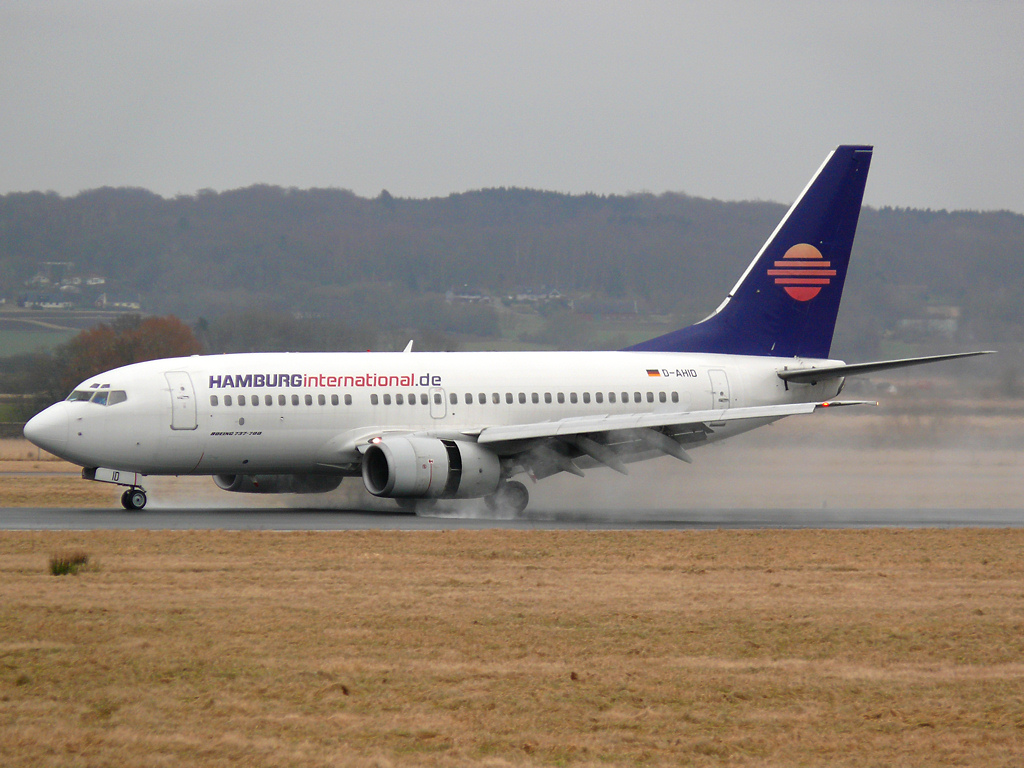
Ett av bolagets Boeing 737-700

Hamburg International var ett flygbolag med bas i Hamburg i Tyskland. De flög charter från Tyskland och Luxemburg och till semesterorter vid Medelhavet från mindre städer i Europa. Bolaget utförde även specialcharter- och adhocflygningar. Dess huvudbas var Hamburgs flygplats, och flygbolaget hade hubbar i Luxemburg, Pristina, Saarbrücken och Friedrichshafen.

## Historik
Hamburg International startades juli 1998 och började flyga den 28 april 1999. Det ägdes till fullo av dess styrelse och lokala investerare. I mars 2007 hade bolaget 215 anställda.
Den 19 oktober 2010 begärdes bolaget i konkurs och alla flygningar ställdes in. 

## Destinationer
Hamburg International flög följande reguljär- och charterrutter (per januari 2008)
- Inrikesdestinationer: 
  - Erfurt
  - Hamburg
  - Karlsruhe/Baden-Baden
  - München
  - Saarbrücken
  - Stuttgart
  - Leipzig
  - Berlin-Tegel

- Internationella destinationer: 
  - Accra
  - Agadir
  - Aqtöbe (sommaren 2008)
  - Ankara
  - Arbil
  - Arrecife
  - Bergen (sommaren 2008)
  - Burgas (sommaren 2008)
  - Debrecen (sommaren 2008)
  - Djerba
  - Fuerteventura
  - Funchal
  - Gran Canaria
  - Heraklion
  - Hurghada
  - Istanbul (Atatürk International & Sabiha Gokcen (sommaren 2008))
  - Izmir
  - Krasnodar (sommaren 2008)
  - Korfu (sommaren 2008)
  - La Palma
  - Larnaca
  - Luxemburg
  - Luxor
  - Málaga
  - Mineralnye Vody (sommaren 2008)
  - Palma de Mallorca
  - Petropavlosk South Airport (sommaren 2008)
  - Qostanaj (sommaren 2008)
  - Sármellék (Balaton-sjön, sommaren 2008)
  - Sharm el-Sheikh
  - Split
  - Sulaymaniyya
  - Tel Aviv (sommaren 2008)
  - Teneriffa
  - Tromsø (sommaren 2008)
  - Varna (sommaren 2008)

## Flotta

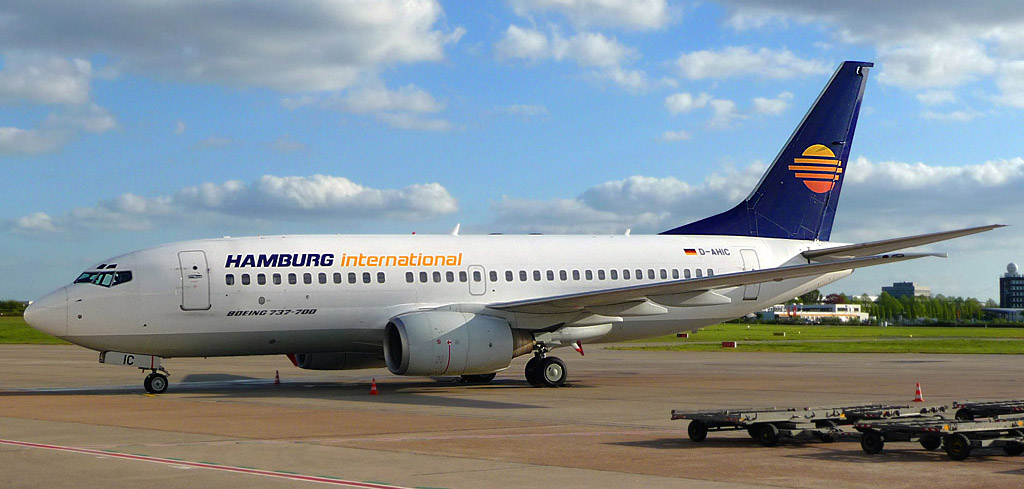
Hamburg International Boeing 737-700.

I mars 2007 bestod flygplansflottan av följande: :
- 2 Airbus 319-100
- 1 Boeing 737-300
- 5 Boeing 737-700
- Beställda flygplan: 14 Airbus A319-100[2]